# 桑德克里克鎮區 (明尼蘇達州斯科特縣)
桑德克里克鎮區（英語：Sand Creek Township）是位於美國明尼蘇達州斯科特縣的一個行政鎮區。

## 地方資料
桑德克里克鎮區的面積為84.02平方千米，當中陸地面積為83.00平方千米，而水域面積為1.01平方千米。根據2020年美國人口普查的數據，當地共有人口1497人，而人口密度為每平方千米17.82人。